# Харада-Ито процедура
Харада-Ито процедура  је оперативнa техника у офталмологији која се примењује на спољним очним мишићима у сврху побољшања ексциклоторзије која се јавља код неких пацијената с парализом  IV кранијалног или можданог живца.

## Релевантна патологија
Пошто је примарна функција горњег косог мишића ока (лат. m. obliquus superior)  инциклоторзија, парализа мишића може изазвати значајну очну ексциклоторзију паретичног ока, што је једна од типичних клиничких манифестација једностране горње косе парализе. Међутим, ексциклоторзија није увек присутна у паретичном оку. Неколико студија је открило да је приближно 25% пацијената са једностраном горњом косом парализом имало очну ексциклоторзију у непаретичном оку.
Иако није јасно зашто је очна ексциклоторзија присутна код непаретичних очију, неколико студија је открило да преференција фиксације  и неуронска адаптација могу имати клинички значајан утицај на очну ексциклоторзију код непаретичних очију.

## Поступак
Овим захватом се дели тетива горњег косог мишића, тако да  се предња влакна  (одговорна за инциклоторзију) премештају  према напред и споља. То селективно растеже и напиње ова влакна, појачавајући снагу инциклоторзије горњег косог мишића (лат. m. obliquus superior).

## Индикације
Најчешћа индикација за Харада-Ито процедуру је билатерална стечена парализа IV кранијалног или можданог живца која прати затворену трауму главе (честа у аутомобилским несрећама). 
Пацијенти са парализом IV кранијалног живца чије сметње нису специфично ограничене на торзиону диплопију, имају изразиту вертикалну диплопију, па нису добри кандидати за Харада-Ито процедуру. Уместо ове процедуре код њих се може применити ресекција доњег косог мишића  (лат. m. obliquus inferior), или неки други оперативни захват за исправљање страбизма.

## Клиничка слика
У клиничком смислу вертикална нестабилност очних мишића често мање симптоматски смета пацијенту него индукована ексциклоторзија. Погођени пацијенти имају двослике (диплопију) која им посебно смета јер су слике заокренуте (ексциклоторзија).